# Torneo Apertura 2009 Liga de Nuevos Talentos
El Torneo Apertura 2009 de la Liga de Nuevos Talentos fue el 25º corto que abrió la LXI temporada de la Segunda División. Contó con la participación de 29 equipos. El equipo filial de los Correcaminos de la Universidad Autónoma de Tamaulipas se proclamó campeón de la categoría tras vencer al Durango.
El sistema de competición de este torneo es el mismo del Torneo Bicentenario 2010. Este se desarrolla en dos fases:
- Fase de calificación: que se integra por las 16 o 18 jornadas del torneo.
- Fase final: que se integra por los partidos de ida y vuelta en rondas de octavos, cuartos de final, de semifinal y final.

### Fase de calificación
En la fase de calificación se observará el sistema de puntos. La ubicación en la tabla general está sujeta a lo siguiente:
En la fase de calificación se observará el sistema de puntos, apareciendo en los calendarios de juego 
primero el nombre del club local seguido del nombre del club visitante. 
La ubicación en las Tablas de Clasificación por Grupo estará sujeta al número de puntos obtenidos en 
cada partido de acuerdo al resultado. 
- Por juego ganado: 3 puntos
  - Si el equipo visitante gana el juego por diferencia de dos goles, se le otorgará 1 punto adicional. Aplica únicamente para partidos jugados; no aplica para partidos ganados por motivo de resolución.

- Por juego empatado: 1 punto
  - Tratándose de empates a dos o más goles, será obligatoria la participación de los Equipos participantes en una serie de tiros penales, conforme al criterio establecido en el Artículo 31 del presente Reglamento; otorgándosele 1 punto adicional al equipo que resulte ganador de dicha serie.

- Por juego perdido: 0 puntos

En esta fase participan los 28 clubes de la Liga de Nuevos Talentos jugando en cada grupo todos contra todos durante las jornadas respectivas, a un solo partido.
El orden de los clubes al final de la Fase de Calificación del Torneo corresponderá a la suma de los puntos obtenidos por cada uno de ellos y se presentará en forma descendente. Si al finalizar las 16 o 18 jornadas del Torneo, dos o más clubes estuviesen empatados en puntos, su posición en la Tabla general será determinada atendiendo a los siguientes criterios de desempate:
1. Mejor diferencia entre los goles anotados y recibidos.
2. Mayor número de goles anotados.
3. Marcadores particulares entre los Clubes empatados.
4. Mayor número de goles anotados como visitante.
5. Mejor ubicado en la Tabla general de cociente.
6. Tabla Fair Play.
7. Sorteo.

Para determinar los lugares que ocuparán los clubes que participen en la fase final del torneo se tomará como base la Tabla general de clasificación.
Participan automáticamente por el título de Campeón de la Liga de Nuevos Talentos los primeros 2 lugares de cada grupo y los dos mejores terceros (8 en total).

### Fase final
Los 8 clubes calificados para esta fase del torneo serán reubicados de acuerdo con el lugar que ocupen en la Tabla general al término de la jornada 16 o 18, con el puesto del número uno al club mejor clasificado, y así hasta el #8. Los partidos a esta Fase se desarrollarán a visita, en las siguientes etapas:
- Cuartos de final
- Semifinales
- Final

Los clubes vencedores en los partidos de cuartos de final y semifinal serán aquellos que en los dos juegos anoten el mayor número de goles. De existir empate en el número de goles anotados, la posición se definirá a favor del club con mayor cantidad de goles a favor cuando actúe como visitante.
Si una vez aplicado el criterio anterior los clubes siguieran empatados, se observará la posición de los clubes en la Tabla general de clasificación.
Los partidos correspondientes a la Fase final se jugarán obligatoriamente los días miércoles y sábado, y jueves y domingo eligiendo, en su caso, exclusivamente en forma descendente, los cuatro Clubes mejor clasificados en la Tabla general al término de la jornada 12, el día y horario de su partido como local. Los siguientes cuatro Clubes podrán elegir únicamente el horario.
El Club vencedor de la Final y por lo tanto Campeón, será aquel que en los dos partidos anote el mayor número de goles. Si al término del tiempo reglamentario el partido está empatado, se agregarán dos tiempos extras de 15 minutos cada uno. De persistir el empate en estos periodos, se procederá a lanzar tiros penales hasta que resulte un vencedor.

Los partidos de Cuartos de final se jugarán de la siguiente manera:
2o vs 7o 
3o vs 6o 

En las Semifinales participarán los cuatro Clubes vencedores de Cuartos de final, reubicándolos del uno al cuatro, de acuerdo a su mejor posición en la Tabla general de clasificación al término de la jornada 15 del Torneo correspondiente, enfrentándose:

Disputarán el título de Campeón de los Torneos Apertura 2009 y Bicentenario 2010 los dos clubes vencedores de la fase semifinal correspondiente, reubicándolos del uno al dos, de acuerdo a su mejor posición en la Tabla general de clasificación al término de las jornadas de cada torneo.

## Equipos participantes

### Zona Sureste
| Equipo                 | Ciudad                    | Estadio                      |
| ---------------------- | ------------------------- | ---------------------------- |
| Alebrijes de Oaxaca    | Oaxaca, Oaxaca            | Manuel Cabrera Carrasquedo   |
| Cuautla                | Cuautla, Morelos          | Isidro Gil Tapia             |
| Deportivo Tehuantepec  | Tehuantepec, Oaxaca       | Unidad Deportiva Guienguiola |
| Emperadores de Texcoco | Texcoco, Estado de México | Municipal Papalotla          |
| FICUMDEP Xalapa        | Xalapa, Veracruz          | Antonio M. Quirazco          |
| Lobos Prepa            | Puebla, Puebla            | Ciudad Universitaria Puebla  |
| Jaguares de Tabasco    | Villahermosa, Tabasco     | Cefor Atlante Tabasco        |
| Titanes de Tulancingo  | Tulancingo, Hidalgo       | Primero de Mayo              |
| U.A. de Hidalgo        | Pachuca, Hidalgo          | Revolución Mexicana          |
| Valle del Mezquital    | Tezontepec, Hidalgo       | San Juan                     |

### Zona Bajío
| Equipo                              | Ciudad                        | Estadio                                   |
| ----------------------------------- | ----------------------------- | ----------------------------------------- |
| Académicos                          | Zapopan, Jalisco              | Club Atlas Chapalita                      |
| Alto Rendimiento Tuzo               | San Agustín Tlaxiaca, Hidalgo | Universidad del Fútbol                    |
| América Coapa                       | México, D.F.                  | Club América Coapa Cancha No. 2           |
| Estudiantes Tecos "B"               | Zapopan, Jalisco              | Tres de Marzo / Cancha 2 Jorge Campos UAG |
| Gallos Blancos de Izcalli           | Uruapan, Michoacán            | Unidad Deportiva Hermanos López Rayón     |
| Inter de Tehuacán                   | Ciudad de México              | Contel                                    |
| Lobos París Poza Rica               | Poza Rica, Veracruz           | 18 de Marzo                               |
| Loritos de la Universidad de Colima | Colima, Colima                | Universitario San Jorge                   |
| C.D. Oro                            | Ocotlán, Jalisco              | Municipal de Ocotlán                      |
| Panteras de San Andrés              | San Andrés Cholula, Puebla    | Quetzalcóatl                              |

### Zona Noroeste
| Equipo                     | Ciudad                      | Estadio                                     |
| -------------------------- | --------------------------- | ------------------------------------------- |
| C.D. Apodaca               | Apodaca, Nuevo León         | Unidad Deportiva Centro / Capital Deportiva |
| Cachorros de la UANL       | Zuazua, Nuevo León          | Instalaciones de Zuazua                     |
| Correcaminos UAT "B"       | Ciudad Victoria, Tamaulipas | Profesor Eugenio Alvizo Porras              |
| Deportivo Axtla            | Axtla, San Luis Potosí      | Municipal Garzas Blancas                    |
| Deportivo Durango          | Durango, Durango            | Francisco Zarco                             |
| Indios Cuauhtémoc          | Cuauhtémoc, Chihuahua       | Olímpico Municipal de Cuauhtémoc            |
| Millonarios de La Joya     | Guadalupe, Nuevo León       | Unidad Deportiva La Talaverna               |
| Orinegros de Ciudad Madero | Ciudad Madero, Tamaulipas   | Unidad Deportiva Ciudad Madero              |
| UAZ                        | Zacatecas, Zacatecas        | Campo Empastado Minera Fresnillo            |

## Grupos

### Zona Sureste
| Pos. | Equipo                          | Pts. | PJ | G  | E | P  | GF | GC | Dif. | Clasificación       |
| ---- | ------------------------------- | ---- | -- | -- | - | -- | -- | -- | ---- | ------------------- |
| 1    | Titanes de Tulancingo           | 39   | 15 | 11 | 4 | 0  | 39 | 11 | +28  | Liguilla de ascenso |
| 2    | Universidad Autónoma de Hidalgo | 38   | 16 | 10 | 4 | 2  | 40 | 14 | +26  | Liguilla de ascenso |
| 3    | Lobos Prepa                     | 34   | 16 | 10 | 2 | 4  | 41 | 20 | +21  | Liguilla de ascenso |
| 4    | Cuautla                         | 31   | 16 | 9  | 3 | 4  | 29 | 20 | +9   |                     |
| 5    | Valle del Mezquital             | 22   | 15 | 6  | 3 | 6  | 28 | 23 | +5   |                     |
| 6    | FICUMDEP Xalapa                 | 23   | 16 | 7  | 2 | 7  | 19 | 18 | +1   |                     |
| 7    | Alebrijes de Oaxaca             | 15   | 16 | 4  | 2 | 10 | 26 | 33 | −7   |                     |
| 8    | Emperadores de Texcoco          | 5    | 15 | 1  | 2 | 12 | 11 | 63 | −52  |                     |
| 9    | Jaguares de Tabasco             | 3    | 15 | 1  | 0 | 14 | 15 | 46 | −31  |                     |
| 10   | Deportivo Tehuantepec           | 0    | 0  | 0  | 0 | 0  | 0  | 0  | 0    | Retirado            |

 Fuente: RSSSF

### Zona Bajío
| Pos. | Equipo                              | Pts. | PJ | G  | E | P  | GF | GC | Dif. | Clasificación       |
| ---- | ----------------------------------- | ---- | -- | -- | - | -- | -- | -- | ---- | ------------------- |
| 1    | América Coapa                       | 44   | 18 | 13 | 3 | 2  | 40 | 13 | +27  | Liguilla de ascenso |
| 2    | Loritos de la Universidad de Colima | 42   | 18 | 12 | 4 | 2  | 41 | 13 | +28  | Liguilla de ascenso |
| 3    | Académicos de Atlas                 | 33   | 18 | 9  | 5 | 4  | 35 | 20 | +15  |                     |
| 4    | Inter de Tehuacán                   | 31   | 18 | 9  | 3 | 6  | 27 | 16 | +11  |                     |
| 5    | Estudiantes Tecos "B"               | 31   | 18 | 9  | 2 | 7  | 28 | 24 | +4   |                     |
| 6    | Lobos París Poza Rica               | 25   | 18 | 5  | 7 | 6  | 20 | 19 | +1   |                     |
| 7    | C.D. Oro                            | 21   | 18 | 4  | 5 | 9  | 19 | 42 | −23  |                     |
| 8    | Panteras de San Andrés              | 19   | 18 | 4  | 4 | 10 | 19 | 27 | −8   |                     |
| 9    | Gallos Blancos de Izcalli           | 18   | 18 | 4  | 4 | 10 | 16 | 33 | −17  |                     |
| 10   | Alto Rendimiento Tuzo               | 6    | 18 | 0  | 5 | 13 | 10 | 48 | −38  |                     |

 Fuente: RSSSF

### Zona Noroeste
| Pos. | Equipo                            | Pts. | PJ | G  | E | P  | GF | GC | Dif. | Clasificación       |
| ---- | --------------------------------- | ---- | -- | -- | - | -- | -- | -- | ---- | ------------------- |
| 1    | Deportivo Durango                 | 35   | 16 | 11 | 1 | 4  | 42 | 19 | +23  | Liguilla de ascenso |
| 2    | Cachorros de la UANL              | 34   | 16 | 9  | 4 | 3  | 25 | 16 | +9   | Liguilla de ascenso |
| 3    | Correcaminos de la UAT "B" (C)    | 31   | 16 | 8  | 4 | 4  | 24 | 15 | +9   | Liguilla de ascenso |
| 4    | Indios Cuauhtémoc                 | 29   | 16 | 9  | 1 | 6  | 32 | 15 | +17  |                     |
| 5    | Orinegros de Ciudad Madero        | 25   | 16 | 7  | 3 | 6  | 21 | 15 | +6   |                     |
| 6    | C.D. Apodaca                      | 21   | 16 | 6  | 3 | 7  | 25 | 28 | −3   |                     |
| 7    | Universidad Autónoma de Zacatecas | 15   | 16 | 3  | 4 | 9  | 17 | 23 | −6   |                     |
| 8    | Deportivo Axtla                   | 15   | 16 | 3  | 4 | 9  | 15 | 38 | −23  |                     |
| 9    | Millonarios de La Joya            | 11   | 16 | 3  | 2 | 11 | 14 | 46 | −32  |                     |

 Fuente: RSSSF

## Tabla general
| Pos. | Equipo                              | Pts. | PJ | G  | E | P  | GF | GC | Dif. | Clasificación       |
| ---- | ----------------------------------- | ---- | -- | -- | - | -- | -- | -- | ---- | ------------------- |
| 1    | América Coapa                       | 44   | 18 | 13 | 3 | 2  | 40 | 13 | +27  | Liguilla de ascenso |
| 2    | Loritos de la Universidad de Colima | 42   | 18 | 12 | 4 | 2  | 41 | 13 | +28  | Liguilla de ascenso |
| 3    | Titanes de Tulancingo               | 39   | 15 | 11 | 4 | 0  | 39 | 11 | +28  | Liguilla de ascenso |
| 4    | Universidad Autónoma de Hidalgo     | 38   | 16 | 10 | 4 | 2  | 40 | 14 | +26  | Liguilla de ascenso |
| 5    | Deportivo Durango                   | 35   | 16 | 11 | 1 | 4  | 42 | 19 | +23  | Liguilla de ascenso |
| 6    | Lobos Prepa                         | 34   | 16 | 10 | 2 | 4  | 41 | 20 | +21  | Liguilla de ascenso |
| 7    | Cachorros de la UANL                | 34   | 16 | 9  | 4 | 3  | 25 | 16 | +9   | Liguilla de ascenso |
| 8    | Académicos de Atlas                 | 33   | 18 | 9  | 5 | 4  | 35 | 20 | +15  |                     |
| 9    | Inter de Tehuacán                   | 31   | 18 | 9  | 3 | 6  | 27 | 16 | +11  |                     |
| 10   | Cuautla                             | 31   | 16 | 9  | 3 | 4  | 29 | 20 | +9   |                     |
| 11   | Correcaminos de la UAT "B" (C)      | 31   | 16 | 8  | 4 | 4  | 24 | 15 | +9   | Liguilla de ascenso |
| 12   | Estudiantes Tecos "B"               | 31   | 18 | 9  | 2 | 7  | 28 | 24 | +4   |                     |
| 13   | Indios Cuauhtémoc                   | 29   | 16 | 9  | 1 | 6  | 32 | 15 | +17  |                     |
| 14   | Orinegros de Ciudad Madero          | 25   | 16 | 7  | 3 | 6  | 21 | 15 | +6   |                     |
| 15   | Lobos París Poza Rica               | 25   | 18 | 5  | 7 | 6  | 20 | 19 | +1   |                     |
| 16   | FICUMDEP Xalapa                     | 23   | 16 | 7  | 2 | 7  | 19 | 18 | +1   |                     |
| 17   | Valle del Mezquital                 | 22   | 15 | 6  | 3 | 6  | 28 | 23 | +5   |                     |
| 18   | C.D. Apodaca                        | 21   | 16 | 6  | 3 | 7  | 25 | 28 | −3   |                     |
| 19   | C.D. Oro                            | 21   | 18 | 4  | 5 | 9  | 19 | 42 | −23  |                     |
| 20   | Panteras de San Andrés              | 19   | 18 | 4  | 4 | 10 | 19 | 27 | −8   |                     |
| 21   | Gallos Blancos de Izcalli           | 18   | 18 | 4  | 4 | 10 | 16 | 33 | −17  |                     |
| 22   | Universidad Autónoma de Zacatecas   | 15   | 16 | 3  | 4 | 9  | 17 | 23 | −6   |                     |
| 23   | Alebrijes de Oaxaca                 | 15   | 16 | 4  | 2 | 10 | 26 | 33 | −7   |                     |
| 24   | Deportivo Axtla                     | 15   | 16 | 3  | 4 | 9  | 15 | 38 | −23  |                     |
| 25   | Millonarios de La Joya              | 11   | 16 | 3  | 2 | 11 | 14 | 46 | −32  |                     |
| 26   | Alto Rendimiento Tuzo               | 6    | 18 | 0  | 5 | 13 | 10 | 48 | −38  |                     |
| 27   | Emperadores de Texcoco              | 5    | 15 | 1  | 2 | 12 | 11 | 63 | −52  |                     |
| 28   | Jaguares de Tabasco                 | 3    | 15 | 1  | 0 | 14 | 15 | 46 | −31  |                     |
| 29   | Deportivo Tehuantepec               | 0    | 0  | 0  | 0 | 0  | 0  | 0  | 0    | Retirado            |

 Fuente: RSSSF

## Torneo regular
| Jornada 1               | Jornada 1    | Jornada 1              | Jornada 1                      | Jornada 1       | Jornada 1       | Jornada 1    | Jornada 1    | Jornada 1    | Jornada 1    | Jornada 1    |
| Zona Sureste            | Zona Sureste | Zona Sureste           | Zona Sureste                   | Zona Sureste    | Zona Sureste    | Zona Sureste | Zona Sureste | Zona Sureste | Zona Sureste | Zona Sureste |
| Local                   | Resultado    | Visitante              | Estadio                        | Fecha           | Hora            |              |              |              |              |              |
| ----------------------- | ------------ | ---------------------- | ------------------------------ | --------------- | --------------- | ------------ | ------------ | ------------ | ------------ | ------------ |
| U.A. de Hidalgo         | 4 - 2        | Emperadores de Texcoco | Revolución Mexicana            | 21 de agosto    | 12:00           |              |              |              |              |              |
| Lobos Prepa             | 3 - 1        | FICUMDEP Xalapa        | Ciudad Universitaria Puebla    | 22 de agosto    | 13:00           |              |              |              |              |              |
| Jaguares de Tabasco     | 2 - 0        | Deportivo Tehuantepec  | Cefor Atlante Tabasco          | 22 de agosto    | 15:00           |              |              |              |              |              |
| Cuautla                 | 1 - 0        | Alebrijes de Oaxaca    | Isidro Gil Tapia               | 22 de agosto    | 16:00           |              |              |              |              |              |
| Valle del Mezquital     | 0 - 0        | Tulancingo             | San Juan                       | 22 de agosto    | 16:00           |              |              |              |              |              |
| Zona Bajío              |              |                        |                                |                 |                 |              |              |              |              |              |
| Local                   | Resultado    | Visitante              | Estadio                        | Fecha           | Hora            |              |              |              |              |              |
| Alto Rendimiento Tuzo   | 1 - 3        | Académicos             | Universidad del Fútbol         | 22 de agosto    | 11:00           |              |              |              |              |              |
| Estudiantes Tecos "B"   | 3 - 2        | Loritos U. de C.       | Tres de Marzo                  | 22 de agosto    | 16:00           |              |              |              |              |              |
| CD Oro                  | 0 - 2        | Inter Tehuacán         | Municipal de Ocotlán           | 22 de agosto    | 16:00           |              |              |              |              |              |
| Panteras de San Andrés  | 1 - 1        | Lobos París Poza Rica  | Quetzalcóatl                   | 22 de agosto    | 18:00           |              |              |              |              |              |
| Gallos Blancos          | 1 - 2        | América Coapa          | U.D. Hermanos López Rayón      | 23 de agosto    | 15:00           |              |              |              |              |              |
| Zona Noroeste           |              |                        |                                |                 |                 |              |              |              |              |              |
| Local                   | Resultado    | Visitante              | Estadio                        | Fecha           | Hora            |              |              |              |              |              |
| Durango "B"             | 7 - 1        | CD Apodaca             | Francisco Zarco                | 21 de agosto    | 16:00           |              |              |              |              |              |
| Millonarios de La Joya  | 0 - 0        | UAZ                    | Unidad Deportiva La Talaverna  | 21 de agosto    | 17:00           |              |              |              |              |              |
| Orinegros Ciudad Madero | 0 - 0        | Indios Cuauhtémoc      | Unidad Deportiva Ciudad Madero | 21 de agosto    | 20:00           |              |              |              |              |              |
| Cachorros UANL          | 3 - 2        | Correcaminos UAT "B"   | Instalaciones de Zuazua        | 22 de agosto    | 10:00           |              |              |              |              |              |
| DESCANSO                | DESCANSO     | DESCANSO               | Deportivo Axtla                | Deportivo Axtla | Deportivo Axtla |              |              |              |              |              |

| Jornada 2              | Jornada 2    | Jornada 2               | Jornada 2                        | Jornada 2      | Jornada 2      | Jornada 2    | Jornada 2    | Jornada 2    | Jornada 2    | Jornada 2    |
| Zona Sureste           | Zona Sureste | Zona Sureste            | Zona Sureste                     | Zona Sureste   | Zona Sureste   | Zona Sureste | Zona Sureste | Zona Sureste | Zona Sureste | Zona Sureste |
| Local                  | Resultado    | Visitante               | Estadio                          | Fecha          | Hora           |              |              |              |              |              |
| ---------------------- | ------------ | ----------------------- | -------------------------------- | -------------- | -------------- | ------------ | ------------ | ------------ | ------------ | ------------ |
| Emperadores de Texcoco | 1 - 3        | Cuautla                 | Municipal Papalotla              | 29 de agosto   | 11:00          |              |              |              |              |              |
| Alebrijes de Oaxaca    | 0 - 0        | Valle del Mezquital     | Manuel Cabrera Carrasquedo       | 29 de agosto   | 15:00          |              |              |              |              |              |
| Deportivo Tehuantepec  | 0 - 2        | U.A. de Hidalgo         | Unidad Deportiva Guiengola       | 29 de agosto   | 15:00          |              |              |              |              |              |
| Tulancingo             | 3 - 1        | Lobos Prepa             | Primero de Mayo                  | 30 de agosto   | 12:00          |              |              |              |              |              |
| FICUMDEP Xalapa        | 1 - 0        | Jaguares de Tabasco     | Antonio M. Quirazco              | 30 de agosto   | 15:00          |              |              |              |              |              |
| Zona Bajío             |              |                         |                                  |                |                |              |              |              |              |              |
| Local                  | Resultado    | Visitante               | Estadio                          | Fecha          | Hora           |              |              |              |              |              |
| América Coapa          | 2 - 0        | Estudiantes Tecos "B"   | Inst. Club América Coapa         | 28 de agosto   | 15:00          |              |              |              |              |              |
| Lobos París Poza Rica  | 1 - 0        | Gallos Blancos          | 18 de Marzo                      | 29 de agosto   | 19:30          |              |              |              |              |              |
| Académicos             | 3 - 0        | CD Oro                  | Club Atlas Chapalita             | 30 de agosto   | 12:00          |              |              |              |              |              |
| Loritos U. de C.       | 6 - 0        | Alto Rendimiento Tuzo   | Universitario San Jorge          | 30 de agosto   | 12:00          |              |              |              |              |              |
| Inter Tehuacán         | 2 - 2        | Panteras de San Andrés  | Unidad Cuahtémoc IMSS            | 30 de agosto   | 13:00          |              |              |              |              |              |
| Zona Noroeste          |              |                         |                                  |                |                |              |              |              |              |              |
| Local                  | Resultado    | Visitante               | Estadio                          | Fecha          | Hora           |              |              |              |              |              |
| Correcaminos UAT "B"   | 3 - 0        | Durango "B"             | Eugenio Alvizo Porras            | 28 de agosto   | 16:00          |              |              |              |              |              |
| Indios Cuauhtémoc      | 6 - 0        | Deportivo Axtla         | Olímpico Municipal de Cuauhtémoc | 28 de agosto   | 19:00          |              |              |              |              |              |
| CD Apodaca             | 5 - 1        | Millonarios de La Joya  | Unidad Deportiva Centro          | 29 de agosto   | 20:00          |              |              |              |              |              |
| UAZ                    | 0 - 1        | Orinegros Ciudad Madero | Campo Empastado Minera Fresnillo | 30 de agosto   | 15:00          |              |              |              |              |              |
| DESCANSO               | DESCANSO     | DESCANSO                | Cachorros UANL                   | Cachorros UANL | Cachorros UANL |              |              |              |              |              |

| Jornada 3               | Jornada 3    | Jornada 3              | Jornada 3                      | Jornada 3         | Jornada 3         | Jornada 3    | Jornada 3    | Jornada 3    | Jornada 3    | Jornada 3    |
| Zona Sureste            | Zona Sureste | Zona Sureste           | Zona Sureste                   | Zona Sureste      | Zona Sureste      | Zona Sureste | Zona Sureste | Zona Sureste | Zona Sureste | Zona Sureste |
| Local                   | Resultado    | Visitante              | Estadio                        | Fecha             | Hora              |              |              |              |              |              |
| ----------------------- | ------------ | ---------------------- | ------------------------------ | ----------------- | ----------------- | ------------ | ------------ | ------------ | ------------ | ------------ |
| U.A. de Hidalgo         | 2 - 0        | FICUMDEP Xalapa        | Revolución Mexicana            | 4 de septiembre   | 12:00             |              |              |              |              |              |
| Alebrijes de Oaxaca     | 3 - 0        | Emperadores de Texcoco | Manuel Cabrera Carrasquedo     | 5 de septiembre   | 15:00             |              |              |              |              |              |
| Jaguares de Tabasco     | 2 - 4        | Tulancingo             | Cefor Atlante Tabasco          | 5 de septiembre   | 15:00             |              |              |              |              |              |
| Valle del Mezquital     | 1 - 2        | Lobos Prepa            | San Juan                       | 5 de septiembre   | 16:00             |              |              |              |              |              |
| DESCANSO                | DESCANSO     | DESCANSO               | Cuautla                        | Cuautla           | Cuautla           |              |              |              |              |              |
| Zona Bajío              |              |                        |                                |                   |                   |              |              |              |              |              |
| Local                   | Resultado    | Visitante              | Estadio                        | Fecha             | Hora              |              |              |              |              |              |
| América Coapa           | 2 - 0        | Lobos París Poza Rica  | Inst. Club América Coapa       | 4 de septiembre   | 15:00             |              |              |              |              |              |
| Estudiantes Tecos "B"   | 3 - 0        | Alto Rendimiento Tuzo  | Tres de Marzo                  | 5 de septiembre   | 16:00             |              |              |              |              |              |
| CD Oro                  | 1 - 1        | Loritos U. de C.       | Municipal de Ocotlán           | 5 de septiembre   | 16:00             |              |              |              |              |              |
| Panteras de San Andrés  | 0 - 2        | Académicos             | Quetzalcóatl                   | 5 de septiembre   | 18:00             |              |              |              |              |              |
| Gallos Blancos          | 2 - 2        | Inter Tehuacán         | U.D. Hermanos López Rayón      | 6 de septiembre   | 15:00             |              |              |              |              |              |
| Zona Noroeste           |              |                        |                                |                   |                   |              |              |              |              |              |
| Local                   | Resultado    | Visitante              | Estadio                        | Fecha             | Hora              |              |              |              |              |              |
| Millonarios de La Joya  | 1 - 3        | Correcaminos UAT "B"   | Unidad Deportiva La Talaverna  | 4 de septiembre   | 17:00             |              |              |              |              |              |
| Orinegros Ciudad Madero | 3 - 2        | CD Apodaca             | Unidad Deportiva Ciudad Madero | 4 de septiembre   | 20:00             |              |              |              |              |              |
| Cachorros UANL          | 4 - 3        | Durango "B"            | Instalaciones de Zuazua        | 5 de septiembre   | 10:00             |              |              |              |              |              |
| Deportivo Axtla         | 2 - 2        | UAZ                    | Municipal Garzas Blancas       | 28 de octubre     | 16:00             |              |              |              |              |              |
| DESCANSO                | DESCANSO     | DESCANSO               | Indios Cuauhtémoc              | Indios Cuauhtémoc | Indios Cuauhtémoc |              |              |              |              |              |

| Jornada 4              | Jornada 4    | Jornada 4               | Jornada 4                        | Jornada 4           | Jornada 4           | Jornada 4    | Jornada 4    | Jornada 4    | Jornada 4    | Jornada 4    |
| Zona Sureste           | Zona Sureste | Zona Sureste            | Zona Sureste                     | Zona Sureste        | Zona Sureste        | Zona Sureste | Zona Sureste | Zona Sureste | Zona Sureste | Zona Sureste |
| Local                  | Resultado    | Visitante               | Estadio                          | Fecha               | Hora                |              |              |              |              |              |
| ---------------------- | ------------ | ----------------------- | -------------------------------- | ------------------- | ------------------- | ------------ | ------------ | ------------ | ------------ | ------------ |
| Emperadores de Texcoco | 0 - 6        | Valle del Mezquital     | Municipal Papalotla              | 12 de septiembre    | 11:00               |              |              |              |              |              |
| Lobos Prepa            | 6 - 0        | Jaguares de Tabasco     | Ciudad Universitaria Puebla      | 12 de septiembre    | 13:00               |              |              |              |              |              |
| Tulancingo             | 2 - 2        | U.A. de Hidalgo         | Primero de Mayo                  | 13 de septiembre    | 12:00               |              |              |              |              |              |
| FICUMDEP Xalapa        | 0 - 2        | Cuautla                 | Antonio M. Quirazco              | 13 de septiembre    | 15:00               |              |              |              |              |              |
| DESCANSO               | DESCANSO     | DESCANSO                | Alebrijes de Oaxaca              | Alebrijes de Oaxaca | Alebrijes de Oaxaca |              |              |              |              |              |
| Zona Bajío             |              |                         |                                  |                     |                     |              |              |              |              |              |
| Local                  | Resultado    | Visitante               | Estadio                          | Fecha               | Hora                |              |              |              |              |              |
| Alto Rendimiento Tuzo  | 1 - 4        | CD Oro                  | Universidad del Fútbol           | 12 de septiembre    | 11:00               |              |              |              |              |              |
| Lobos París Poza Rica  | 2 - 0        | Estudiantes Tecos "B"   | 18 de Marzo                      | 12 de septiembre    | 19:30               |              |              |              |              |              |
| Académicos             | 3 - 1        | Gallos Blancos          | Club Atlas Chapalita             | 13 de septiembre    | 12:00               |              |              |              |              |              |
| Loritos U. de C.       | 2 - 0        | Panteras de San Andrés  | Universitario San Jorge          | 13 de septiembre    | 12:00               |              |              |              |              |              |
| Inter Tehuacán         | 1 - 2        | América Coapa           | N.D.                             | 13 de septiembre    | 13:00               |              |              |              |              |              |
| Zona Noroeste          |              |                         |                                  |                     |                     |              |              |              |              |              |
| Local                  | Resultado    | Visitante               | Estadio                          | Fecha               | Hora                |              |              |              |              |              |
| Correcaminos UAT "B"   | 1 - 0        | Orinegros Ciudad Madero | Eugenio Alvizo Porras            | 11 de septiembre    | 16:00               |              |              |              |              |              |
| Durango "B"            | 7 - 0        | Millonarios de La Joya  | Francisco Zarco                  | 11 de septiembre    | 16:00               |              |              |              |              |              |
| Indios Cuauhtémoc      | 2 - 0        | Cachorros UANL          | Olímpico Municipal de Cuauhtémoc | 11 de septiembre    | 19:00               |              |              |              |              |              |
| CD Apodaca             | 3 - 0        | Deportivo Axtla         | Unidad Deportiva Centro          | 12 de septiembre    | 20:00               |              |              |              |              |              |
| DESCANSO               | DESCANSO     | DESCANSO                | UAZ                              | UAZ                 | UAZ                 |              |              |              |              |              |

| Jornada 5               | Jornada 5    | Jornada 5              | Jornada 5                        | Jornada 5              | Jornada 5              | Jornada 5    | Jornada 5    | Jornada 5    | Jornada 5    | Jornada 5    |
| Zona Sureste            | Zona Sureste | Zona Sureste           | Zona Sureste                     | Zona Sureste           | Zona Sureste           | Zona Sureste | Zona Sureste | Zona Sureste | Zona Sureste | Zona Sureste |
| Local                   | Resultado    | Visitante              | Estadio                          | Fecha                  | Hora                   |              |              |              |              |              |
| ----------------------- | ------------ | ---------------------- | -------------------------------- | ---------------------- | ---------------------- | ------------ | ------------ | ------------ | ------------ | ------------ |
| U.A. de Hidalgo         | 0 - 1        | Lobos Prepa            | Revolución Mexicana              | 16 de septiembre       | 12:00                  |              |              |              |              |              |
| Alebrijes de Oaxaca     | 0 - 3        | FICUMDEP Xalapa        | Manuel Cabrera Carrasquedo       | 16 de septiembre       | 15:00                  |              |              |              |              |              |
| Cuautla                 | 0 - 1        | Tulancingo             | Isidro Gil Tapia                 | 16 de septiembre       | 16:00                  |              |              |              |              |              |
| Valle del Mezquital     | 2 - 1        | Jaguares de Tabasco    | San Juan                         | 16 de septiembre       | 16:00                  |              |              |              |              |              |
| DESCANSO                | DESCANSO     | DESCANSO               | Emperadores de Texcoco           | Emperadores de Texcoco | Emperadores de Texcoco |              |              |              |              |              |
| Zona Bajío              |              |                        |                                  |                        |                        |              |              |              |              |              |
| Local                   | Resultado    | Visitante              | Estadio                          | Fecha                  | Hora                   |              |              |              |              |              |
| Estudiantes Tecos "B"   | 4 - 0        | CD Oro                 | Cancha 2 Jorge Campos UAG        | 16 de septiembre       | 11:00                  |              |              |              |              |              |
| Gallos Blancos          | 1 - 1        | Loritos U. de C.       | U.D. Hermanos López Rayón        | 16 de septiembre       | 15:00                  |              |              |              |              |              |
| América Coapa           | 0 - 0        | Académicos             | Inst. Club América Coapa         | 17 de septiembre       | 15:00                  |              |              |              |              |              |
| Lobos París Poza Rica   | 1 - 1        | Inter Tehuacán         | 18 de Marzo                      | 17 de septiembre       | 19:30                  |              |              |              |              |              |
| Panteras de San Andrés  | 3 - 0        | Alto Rendimiento Tuzo  | Quetzalcóatl                     | 21 de octubre          | 16:30                  |              |              |              |              |              |
| Zona Noroeste           |              |                        |                                  |                        |                        |              |              |              |              |              |
| Local                   | Resultado    | Visitante              | Estadio                          | Fecha                  | Hora                   |              |              |              |              |              |
| Cachorros UANL          | 0 - 2        | Millonarios de La Joya | Instalaciones de Zuazua          | 16 de septiembre       | 10:00                  |              |              |              |              |              |
| Correcaminos UAT "B"    | 3 - 0        | Deportivo Axtla        | Eugenio Alvizo Porras            | 16 de septiembre       | 16:00                  |              |              |              |              |              |
| Indios Cuauhtémoc       | 2 - 1        | UAZ                    | Olímpico Municipal de Cuauhtémoc | 16 de septiembre       | 19:00                  |              |              |              |              |              |
| Orinegros Ciudad Madero | 2 - 3        | Durango "B"            | Unidad Deportiva Ciudad Madero   | 16 de septiembre       | 20:00                  |              |              |              |              |              |
| DESCANSO                | DESCANSO     | DESCANSO               | CD Apodaca                       | CD Apodaca             | CD Apodaca             |              |              |              |              |              |

| Jornada 6              | Jornada 6    | Jornada 6               | Jornada 6                        | Jornada 6            | Jornada 6            | Jornada 6    | Jornada 6    | Jornada 6    | Jornada 6    | Jornada 6    |
| Zona Sureste           | Zona Sureste | Zona Sureste            | Zona Sureste                     | Zona Sureste         | Zona Sureste         | Zona Sureste | Zona Sureste | Zona Sureste | Zona Sureste | Zona Sureste |
| Local                  | Resultado    | Visitante               | Estadio                          | Fecha                | Hora                 |              |              |              |              |              |
| ---------------------- | ------------ | ----------------------- | -------------------------------- | -------------------- | -------------------- | ------------ | ------------ | ------------ | ------------ | ------------ |
| Lobos Prepa            | 3 - 1        | Cuautla                 | Ciudad Universitaria Puebla      | 19 de septiembre     | 13:00                |              |              |              |              |              |
| Jaguares de Tabasco    | 1 - 5        | U.A. de Hidalgo         | Cefor Atlante Tabasco            | 19 de septiembre     | 15:00                |              |              |              |              |              |
| Tulancingo             | 1 - 0        | Alebrijes de Oaxaca     | Primero de Mayo                  | 20 de septiembre     | 12:00                |              |              |              |              |              |
| FICUMDEP Xalapa        | 3 - 0        | Emperadores de Texcoco  | Antonio M. Quirazco              | 20 de septiembre     | 15:00                |              |              |              |              |              |
| DESCANSO               | DESCANSO     | DESCANSO                | Valle del Mezquital              | Valle del Mezquital  | Valle del Mezquital  |              |              |              |              |              |
| Zona Bajío             |              |                         |                                  |                      |                      |              |              |              |              |              |
| Local                  | Resultado    | Visitante               | Estadio                          | Fecha                | Hora                 |              |              |              |              |              |
| Alto Rendimiento Tuzo  | 0 - 2        | Gallos Blancos          | Universidad del Fútbol           | 19 de septiembre     | 11:00                |              |              |              |              |              |
| CD Oro                 | 2 - 1        | Panteras de San Andrés  | Municipal de Ocotlán             | 19 de septiembre     | 16:00                |              |              |              |              |              |
| Académicos             | 1 - 0        | Lobos París Poza Rica   | Club Atlas Chapalita             | 20 de septiembre     | 12:00                |              |              |              |              |              |
| Loritos U. de C.       | 1 - 0        | América Coapa           | Universitario San Jorge          | 20 de septiembre     | 12:00                |              |              |              |              |              |
| Inter Tehuacán         | 2 - 1        | Estudiantes Tecos "B"   | N.D.                             | 20 de septiembre     | 13:00                |              |              |              |              |              |
| Zona Noroeste          |              |                         |                                  |                      |                      |              |              |              |              |              |
| Local                  | Resultado    | Visitante               | Estadio                          | Fecha                | Hora                 |              |              |              |              |              |
| Millonarios de La Joya | 1 - 3        | Orinegros Ciudad Madero | Unidad Deportiva La Talaverna    | 18 de septiembre     | 17:00                |              |              |              |              |              |
| CD Apodaca             | 2 - 3        | Indios Cuauhtémoc       | Unidad Deportiva Centro          | 19 de septiembre     | 20:00                |              |              |              |              |              |
| Durango "B"            | 6 - 0        | Deportivo Axtla         | Francisco Zarco                  | 20 de septiembre     | 11:00                |              |              |              |              |              |
| UAZ                    | 1 - 1        | Cachorros UANL          | Campo Empastado Minera Fresnillo | 20 de septiembre     | 15:00                |              |              |              |              |              |
| DESCANSO               | DESCANSO     | DESCANSO                | Correcaminos UAT "B"             | Correcaminos UAT "B" | Correcaminos UAT "B" |              |              |              |              |              |

| Jornada 7              | Jornada 7    | Jornada 7               | Jornada 7                        | Jornada 7        | Jornada 7       | Jornada 7    | Jornada 7    | Jornada 7    | Jornada 7    | Jornada 7    |
| Zona Sureste           | Zona Sureste | Zona Sureste            | Zona Sureste                     | Zona Sureste     | Zona Sureste    | Zona Sureste | Zona Sureste | Zona Sureste | Zona Sureste | Zona Sureste |
| Local                  | Resultado    | Visitante               | Estadio                          | Fecha            | Hora            |              |              |              |              |              |
| ---------------------- | ------------ | ----------------------- | -------------------------------- | ---------------- | --------------- | ------------ | ------------ | ------------ | ------------ | ------------ |
| Alebrijes de Oaxaca    | 2 - 3        | Lobos Prepa             | Manuel Cabrera Carrasquedo       | 26 de septiembre | 15:00           |              |              |              |              |              |
| Cuautla                | 3 - 0        | Jaguares de Tabasco     | Centro Vacacional IMSS Oaxtepec  | 26 de septiembre | 15:00           |              |              |              |              |              |
| Valle del Mezquital    | 0 - 2        | U.A. de Hidalgo         | San Juan                         | 26 de septiembre | 16:00           |              |              |              |              |              |
| Emperadores de Texcoco | -            | Tulancingo              | Municipal Papalotla              | Cancelado        | Cancelado       |              |              |              |              |              |
| DESCANSO               | DESCANSO     | DESCANSO                | FICUMDEP Xalapa                  | FICUMDEP Xalapa  | FICUMDEP Xalapa |              |              |              |              |              |
| Zona Bajío             |              |                         |                                  |                  |                 |              |              |              |              |              |
| Local                  | Resultado    | Visitante               | Estadio                          | Fecha            | Hora            |              |              |              |              |              |
| América Coapa          | 3 - 0        | Alto Rendimiento Tuzo   | Inst. Club América Coapa         | 25 de septiembre | 15:00           |              |              |              |              |              |
| Inter Tehuacán         | 0 - 1        | Académicos              | Contel                           | 26 de septiembre | 16:00           |              |              |              |              |              |
| Estudiantes Tecos "B"  | 0 - 0        | Panteras de San Andrés  | Tres de Marzo                    | 26 de septiembre | 16:00           |              |              |              |              |              |
| Lobos París Poza Rica  | 0 - 0        | Loritos U. de C.        | 18 de Marzo                      | 26 de septiembre | 19:30           |              |              |              |              |              |
| Gallos Blancos         | 1 - 1        | CD Oro                  | U.D. Hermanos López Rayón        | 27 de septiembre | 15:00           |              |              |              |              |              |
| Zona Noroeste          |              |                         |                                  |                  |                 |              |              |              |              |              |
| Local                  | Resultado    | Visitante               | Estadio                          | Fecha            | Hora            |              |              |              |              |              |
| Millonarios de La Joya | 1 - 2        | Deportivo Axtla         | Unidad Deportiva La Talaverna    | 25 de septiembre | 15:00           |              |              |              |              |              |
| Indios Cuauhtémoc      | 2 - 0        | Correcaminos UAT "B"    | Olímpico Municipal de Cuauhtémoc | 25 de septiembre | 19:00           |              |              |              |              |              |
| Cachorros UANL         | 2 - 0        | Orinegros Ciudad Madero | Instalaciones de Zuazua          | 26 de septiembre | 10:00           |              |              |              |              |              |
| UAZ                    | 1 - 1        | CD Apodaca              | Campo Empastado Minera Fresnillo | 27 de septiembre | 15:00           |              |              |              |              |              |
| DESCANSO               | DESCANSO     | DESCANSO                | Durango "B"                      | Durango "B"      | Durango "B"     |              |              |              |              |              |

| Jornada 8               | Jornada 8    | Jornada 8              | Jornada 8                      | Jornada 8              | Jornada 8              | Jornada 8    | Jornada 8    | Jornada 8    | Jornada 8    | Jornada 8    |
| Zona Sureste            | Zona Sureste | Zona Sureste           | Zona Sureste                   | Zona Sureste           | Zona Sureste           | Zona Sureste | Zona Sureste | Zona Sureste | Zona Sureste | Zona Sureste |
| Local                   | Resultado    | Visitante              | Estadio                        | Fecha                  | Hora                   |              |              |              |              |              |
| ----------------------- | ------------ | ---------------------- | ------------------------------ | ---------------------- | ---------------------- | ------------ | ------------ | ------------ | ------------ | ------------ |
| U.A. de Hidalgo         | 2 - 2        | Cuautla                | Revolución Mexicana            | 2 de octubre           | 12:00                  |              |              |              |              |              |
| Lobos Prepa             | 6 - 0        | Emperadores de Texcoco | Ciudad Universitaria Puebla    | 3 de octubre           | 13:00                  |              |              |              |              |              |
| Jaguares de Tabasco     | 0 - 1        | Alebrijes de Oaxaca    | Cefor Atlante Tabasco          | 3 de octubre           | 15:00                  |              |              |              |              |              |
| Valle del Mezquital     | 1 - 0        | FICUMDEP Xalapa        | San Juan                       | 3 de octubre           | 16:00                  |              |              |              |              |              |
| DESCANSO                | DESCANSO     | DESCANSO               | Tulancingo                     | Tulancingo             | Tulancingo             |              |              |              |              |              |
| Zona Bajío              |              |                        |                                |                        |                        |              |              |              |              |              |
| Local                   | Resultado    | Visitante              | Estadio                        | Fecha                  | Hora                   |              |              |              |              |              |
| Alto Rendimiento Tuzo   | 1 - 1        | Lobos París Poza Rica  | Universidad del Fútbol         | 3 de octubre           | 11:00                  |              |              |              |              |              |
| Estudiantes Tecos "B"   | 3 - 3        | Académicos             | Tres de Marzo                  | 3 de octubre           | 16:00                  |              |              |              |              |              |
| CD Oro                  | 3 - 2        | América Coapa          | Municipal de Ocotlán           | 3 de octubre           | 16:00                  |              |              |              |              |              |
| Panteras de San Andrés  | 3 - 0        | Gallos Blancos         | Quetzalcóatl                   | 3 de octubre           | 18:00                  |              |              |              |              |              |
| Loritos U. de C.        | 3 - 0        | Inter Tehuacán         | Universitario San Jorge        | 4 de octubre           | 12:00                  |              |              |              |              |              |
| Zona Noroeste           |              |                        |                                |                        |                        |              |              |              |              |              |
| Local                   | Resultado    | Visitante              | Estadio                        | Fecha                  | Hora                   |              |              |              |              |              |
| Durango "B"             | 2 - 0        | Indios Cuauhtémoc      | Francisco Zarco                | 30 de septiembre       | 16:00                  |              |              |              |              |              |
| Correcaminos UAT "B"    | 1 - 0        | UAZ                    | Eugenio Alvizo Porras          | 2 de octubre           | 16:00                  |              |              |              |              |              |
| Orinegros Ciudad Madero | 4 - 1        | Deportivo Axtla        | Unidad Deportiva Ciudad Madero | 2 de octubre           | 20:00                  |              |              |              |              |              |
| Cachorros UANL          | 1 - 1        | CD Apodaca             | Instalaciones de Zuazua        | 3 de octubre           | 10:00                  |              |              |              |              |              |
| DESCANSO                | DESCANSO     | DESCANSO               | Millonarios de La Joya         | Millonarios de La Joya | Millonarios de La Joya |              |              |              |              |              |

| Jornada 9              | Jornada 9    | Jornada 9              | Jornada 9                        | Jornada 9               | Jornada 9               | Jornada 9    | Jornada 9    | Jornada 9    | Jornada 9    | Jornada 9    |
| Zona Sureste           | Zona Sureste | Zona Sureste           | Zona Sureste                     | Zona Sureste            | Zona Sureste            | Zona Sureste | Zona Sureste | Zona Sureste | Zona Sureste | Zona Sureste |
| Local                  | Resultado    | Visitante              | Estadio                          | Fecha                   | Hora                    |              |              |              |              |              |
| ---------------------- | ------------ | ---------------------- | -------------------------------- | ----------------------- | ----------------------- | ------------ | ------------ | ------------ | ------------ | ------------ |
| Cuautla                | 4 - 0        | Valle del Mezquital    | Isidro Gil Tapia                 | 9 de octubre            | 16:00                   |              |              |              |              |              |
| Emperadores de Texcoco | 2 - 0        | Jaguares de Tabasco    | Municipal Papalotla              | 10 de octubre           | 11:00                   |              |              |              |              |              |
| Alebrijes de Oaxaca    | 0 - 4        | U.A. de Hidalgo        | Manuel Cabrera Carrasquedo       | 10 de octubre           | 15:00                   |              |              |              |              |              |
| FICUMDEP Xalapa        | 0 - 0        | Tulancingo             | Antonio M. Quirazco              | 11 de octubre           | 15:00                   |              |              |              |              |              |
| DESCANSO               | DESCANSO     | DESCANSO               | Lobos Prepa                      | Lobos Prepa             | Lobos Prepa             |              |              |              |              |              |
| Zona Bajío             |              |                        |                                  |                         |                         |              |              |              |              |              |
| Local                  | Resultado    | Visitante              | Estadio                          | Fecha                   | Hora                    |              |              |              |              |              |
| América Coapa          | 3 - 1        | Panteras de San Andrés | Inst. Club América Coapa         | 9 de octubre            | 15:00                   |              |              |              |              |              |
| Inter Tehuacán         | 3 - 0        | Alto Rendimiento Tuzo  | Contel                           | 10 de octubre           | 16:00                   |              |              |              |              |              |
| Lobos París Poza Rica  | 1 - 1        | CD Oro                 | 18 de Marzo                      | 10 de octubre           | 19:30                   |              |              |              |              |              |
| Académicos             | 1 - 1        | Loritos U. de C.       | Club Atlas Chapalita             | 11 de octubre           | 12:00                   |              |              |              |              |              |
| Gallos Blancos         | 1 - 2        | Estudiantes Tecos "B"  | U.D. Hermanos López Rayón        | 11 de octubre           | 15:00                   |              |              |              |              |              |
| Zona Noroeste          |              |                        |                                  |                         |                         |              |              |              |              |              |
| Local                  | Resultado    | Visitante              | Estadio                          | Fecha                   | Hora                    |              |              |              |              |              |
| Indios Cuauhtémoc      | 4 - 0        | Millonarios de La Joya | Olímpico Municipal de Cuauhtémoc | 10 de octubre           | 19:00                   |              |              |              |              |              |
| CD Apodaca             | 1 - 1        | Correcaminos UAT "B"   | Unidad Deportiva Centro          | 10 de octubre           | 20:00                   |              |              |              |              |              |
| UAZ                    | 3 - 1        | Durango "B"            | Campo Empastado Minera Fresnillo | 11 de octubre           | 15:00                   |              |              |              |              |              |
| Deportivo Axtla        | 0 - 1        | Cachorros UANL         | Municipal Garzas Blancas         | 11 de octubre           | 16:00                   |              |              |              |              |              |
| DESCANSO               | DESCANSO     | DESCANSO               | Orinegros Ciudad Madero          | Orinegros Ciudad Madero | Orinegros Ciudad Madero |              |              |              |              |              |

| Jornada 10             | Jornada 10   | Jornada 10              | Jornada 10                       | Jornada 10          | Jornada 10          | Jornada 10   | Jornada 10   | Jornada 10   | Jornada 10   | Jornada 10   |
| Zona Sureste           | Zona Sureste | Zona Sureste            | Zona Sureste                     | Zona Sureste        | Zona Sureste        | Zona Sureste | Zona Sureste | Zona Sureste | Zona Sureste | Zona Sureste |
| Local                  | Resultado    | Visitante               | Estadio                          | Fecha               | Hora                |              |              |              |              |              |
| ---------------------- | ------------ | ----------------------- | -------------------------------- | ------------------- | ------------------- | ------------ | ------------ | ------------ | ------------ | ------------ |
| Emperadores de Texcoco | 0 - 5        | U.A. de Hidalgo         | Municipal Papalotla              | 14 de octubre       | 11:00               |              |              |              |              |              |
| Alebrijes de Oaxaca    | 1 - 3        | Cuautla                 | Manuel Cabrera Carrasquedo       | 14 de octubre       | 15:00               |              |              |              |              |              |
| FICUMDEP Xalapa        | 1 - 1        | Lobos Prepa             | Antonio M. Quirazco              | 14 de octubre       | 15:00               |              |              |              |              |              |
| Tulancingo             | 4 - 2        | Valle del Mezquital     | Primero de Mayo                  | 14 de octubre       | 15:00               |              |              |              |              |              |
| DESCANSO               | DESCANSO     | DESCANSO                | Jaguares de Tabasco              | Jaguares de Tabasco | Jaguares de Tabasco |              |              |              |              |              |
| Zona Bajío             |              |                         |                                  |                     |                     |              |              |              |              |              |
| Local                  | Resultado    | Visitante               | Estadio                          | Fecha               | Hora                |              |              |              |              |              |
| Académicos             | 3 - 1        | Alto Rendimiento Tuzo   | Club Atlas Chapalita             | 14 de octubre       | 12:00               |              |              |              |              |              |
| Loritos U. de C.       | 2 - 0        | Estudiantes Tecos "B"   | Universitario San Jorge          | 14 de octubre       | 12:00               |              |              |              |              |              |
| América Coapa          | 1 - 0        | Gallos Blancos          | Inst. Club América Coapa         | 14 de octubre       | 15:00               |              |              |              |              |              |
| Inter Tehuacán         | 4 - 0        | CD Oro                  | Contel                           | 14 de octubre       | 16:00               |              |              |              |              |              |
| Lobos París Poza Rica  | 1 - 1        | Panteras de San Andrés  | 18 de Marzo                      | 14 de octubre       | 19:30               |              |              |              |              |              |
| Zona Noroeste          |              |                         |                                  |                     |                     |              |              |              |              |              |
| Local                  | Resultado    | Visitante               | Estadio                          | Fecha               | Hora                |              |              |              |              |              |
| UAZ                    | 1 - 2        | Millonarios de La Joya  | Campo Empastado Minera Fresnillo | 14 de octubre       | 15:00               |              |              |              |              |              |
| Correcaminos UAT "B"   | 0 - 0        | Cachorros UANL          | Eugenio Alvizo Porras            | 14 de octubre       | 16:00               |              |              |              |              |              |
| Indios Cuauhtémoc      | 0 - 1        | Orinegros Ciudad Madero | Olímpico Municipal de Cuauhtémoc | 14 de octubre       | 19:00               |              |              |              |              |              |
| CD Apodaca             | 2 - 1        | Durango "B"             | Unidad Deportiva Centro          | 14 de octubre       | 20:00               |              |              |              |              |              |
| DESCANSO               | DESCANSO     | DESCANSO                | Deportivo Axtla                  | Deportivo Axtla     | Deportivo Axtla     |              |              |              |              |              |

| Jornada 11              | Jornada 11   | Jornada 11             | Jornada 11                     | Jornada 11      | Jornada 11      | Jornada 11   | Jornada 11   | Jornada 11   | Jornada 11   | Jornada 11   |
| Zona Sureste            | Zona Sureste | Zona Sureste           | Zona Sureste                   | Zona Sureste    | Zona Sureste    | Zona Sureste | Zona Sureste | Zona Sureste | Zona Sureste | Zona Sureste |
| Local                   | Resultado    | Visitante              | Estadio                        | Fecha           | Hora            |              |              |              |              |              |
| ----------------------- | ------------ | ---------------------- | ------------------------------ | --------------- | --------------- | ------------ | ------------ | ------------ | ------------ | ------------ |
| Lobos Prepa             | 0 - 2        | Tulancingo             | Ciudad Universitaria Puebla    | 17 de octubre   | 13:00           |              |              |              |              |              |
| Jaguares de Tabasco     | 1 - 2        | FICUMDEP Xalapa        | Cefor Atlante Tabasco          | 17 de octubre   | 15:30           |              |              |              |              |              |
| Valle del Mezquital     | 2 - 0        | Alebrijes de Oaxaca    | San Juan                       | 17 de octubre   | 16:00           |              |              |              |              |              |
| Cuautla                 | 1 - 1        | Emperadores de Texcoco | Isidro Gil Tapia               | 17 de octubre   | 16:00           |              |              |              |              |              |
| DESCANSO                | DESCANSO     | DESCANSO               | U.A. de Hidalgo                | U.A. de Hidalgo | U.A. de Hidalgo |              |              |              |              |              |
| Zona Bajío              |              |                        |                                |                 |                 |              |              |              |              |              |
| Local                   | Resultado    | Visitante              | Estadio                        | Fecha           | Hora            |              |              |              |              |              |
| Alto Rendimiento Tuzo   | 0 - 1        | Loritos U. de C.       | Universidad del Fútbol         | 17 de octubre   | 11:00           |              |              |              |              |              |
| CD Oro                  | 0 - 5        | Académicos             | Municipal de Ocotlán           | 17 de octubre   | 16:00           |              |              |              |              |              |
| Estudiantes Tecos "B"   | 0 - 1        | América Coapa          | Tres de Marzo                  | 17 de octubre   | 16:00           |              |              |              |              |              |
| Panteras de San Andrés  | 0 - 2        | Inter Tehuacán         | Quetzalcóatl                   | 17 de octubre   | 16:30           |              |              |              |              |              |
| Gallos Blancos          | 1 - 0        | Lobos París Poza Rica  | U.D. Hermanos López Rayón      | 18 de octubre   | 15:00           |              |              |              |              |              |
| Zona Noroeste           |              |                        |                                |                 |                 |              |              |              |              |              |
| Local                   | Resultado    | Visitante              | Estadio                        | Fecha           | Hora            |              |              |              |              |              |
| Millonarios de La Joya  | 3 - 1        | CD Apodaca             | Unidad Deportiva La Talaverna  | 17 de octubre   | 17:00           |              |              |              |              |              |
| Orinegros Ciudad Madero | 0 - 1        | UAZ                    | Unidad Deportiva Ciudad Madero | 17 de octubre   | 20:00           |              |              |              |              |              |
| Durango "B"             | 2 - 1        | Correcaminos UAT "B"   | Francisco Zarco                | 18 de octubre   | 11:00           |              |              |              |              |              |
| Deportivo Axtla         | 1 - 0        | Indios Cuauhtémoc      | Municipal Garzas Blancas       | 4 de noviembre  | 15:00           |              |              |              |              |              |
| DESCANSO                | DESCANSO     | DESCANSO               | Cachorros UANL                 | Cachorros UANL  | Cachorros UANL  |              |              |              |              |              |

| Jornada 12             | Jornada 12   | Jornada 12              | Jornada 12                       | Jornada 12        | Jornada 12        | Jornada 12   | Jornada 12   | Jornada 12   | Jornada 12   | Jornada 12   |
| Zona Sureste           | Zona Sureste | Zona Sureste            | Zona Sureste                     | Zona Sureste      | Zona Sureste      | Zona Sureste | Zona Sureste | Zona Sureste | Zona Sureste | Zona Sureste |
| Local                  | Resultado    | Visitante               | Estadio                          | Fecha             | Hora              |              |              |              |              |              |
| ---------------------- | ------------ | ----------------------- | -------------------------------- | ----------------- | ----------------- | ------------ | ------------ | ------------ | ------------ | ------------ |
| Emperadores de Texcoco | 2 - 2        | Alebrijes de Oaxaca     | Municipal Papalotla              | 24 de octubre     | 11:00             |              |              |              |              |              |
| Lobos Prepa            | 1 - 1        | Valle del Mezquital     | Ciudad Universitaria Puebla      | 24 de octubre     | 13:00             |              |              |              |              |              |
| Tulancingo             | 4 - 0        | Jaguares de Tabasco     | Primero de Mayo                  | 25 de octubre     | 12:00             |              |              |              |              |              |
| FICUMDEP Xalapa        | 1 - 0        | U.A. de Hidalgo         | Antonio M. Quirazco              | 25 de octubre     | 15:00             |              |              |              |              |              |
| DESCANSO               | DESCANSO     | DESCANSO                | Cuautla                          | Cuautla           | Cuautla           |              |              |              |              |              |
| Zona Bajío             |              |                         |                                  |                   |                   |              |              |              |              |              |
| Local                  | Resultado    | Visitante               | Estadio                          | Fecha             | Hora              |              |              |              |              |              |
| Alto Rendimiento Tuzo  | 1 - 1        | Estudiantes Tecos "B"   | Universidad del Fútbol           | 24 de octubre     | 11:00             |              |              |              |              |              |
| Inter Tehuacán         | 1 - 0        | Gallos Blancos          | Contel                           | 24 de octubre     | 16:00             |              |              |              |              |              |
| Lobos París Poza Rica  | 1 - 1        | América Coapa           | 18 de Marzo                      | 24 de octubre     | 19:30             |              |              |              |              |              |
| Académicos             | 7 - 1        | Panteras de San Andrés  | Club Atlas Chapalita             | 25 de octubre     | 12:00             |              |              |              |              |              |
| Loritos U. de C.       | 4 - 1        | CD Oro                  | Universitario San Jorge          | 25 de octubre     | 12:00             |              |              |              |              |              |
| Zona Noroeste          |              |                         |                                  |                   |                   |              |              |              |              |              |
| Local                  | Resultado    | Visitante               | Estadio                          | Fecha             | Hora              |              |              |              |              |              |
| Correcaminos UAT "B"   | 1 - 1        | Millonarios de La Joya  | Eugenio Alvizo Porras            | 23 de octubre     | 16:00             |              |              |              |              |              |
| CD Apodaca             | 0 - 1        | Orinegros Ciudad Madero | Unidad Deportiva Centro          | 24 de octubre     | 20:00             |              |              |              |              |              |
| Durango "B"            | 2 - 1        | Cachorros UANL          | Francisco Zarco                  | 25 de octubre     | 11:00             |              |              |              |              |              |
| UAZ                    | 2 - 2        | Deportivo Axtla         | Campo Empastado Minera Fresnillo | 25 de octubre     | 15:00             |              |              |              |              |              |
| DESCANSO               | DESCANSO     | DESCANSO                | Indios Cuauhtémoc                | Indios Cuauhtémoc | Indios Cuauhtémoc |              |              |              |              |              |

| Jornada 13              | Jornada 13   | Jornada 13             | Jornada 13                     | Jornada 13          | Jornada 13          | Jornada 13   | Jornada 13   | Jornada 13   | Jornada 13   | Jornada 13   |
| Zona Sureste            | Zona Sureste | Zona Sureste           | Zona Sureste                   | Zona Sureste        | Zona Sureste        | Zona Sureste | Zona Sureste | Zona Sureste | Zona Sureste | Zona Sureste |
| Local                   | Resultado    | Visitante              | Estadio                        | Fecha               | Hora                |              |              |              |              |              |
| ----------------------- | ------------ | ---------------------- | ------------------------------ | ------------------- | ------------------- | ------------ | ------------ | ------------ | ------------ | ------------ |
| U.A. de Hidalgo         | 0 - 0        | Tulancingo             | Revolución Mexicana            | 30 de octubre       | 12:00               |              |              |              |              |              |
| Jaguares de Tabasco     | 2 - 3        | Lobos Prepa            | Cefor Atlante Tabasco          | 31 de octubre       | 15:30               |              |              |              |              |              |
| Cuautla                 | 2 - 0        | FICUMDEP Xalapa        | Isidro Gil Tapia               | 31 de octubre       | 16:00               |              |              |              |              |              |
| Valle del Mezquital     | 9 - 0        | Emperadores de Texcoco | San Juan                       | 31 de octubre       | 16:00               |              |              |              |              |              |
| DESCANSO                | DESCANSO     | DESCANSO               | Alebrijes de Oaxaca            | Alebrijes de Oaxaca | Alebrijes de Oaxaca |              |              |              |              |              |
| Zona Bajío              |              |                        |                                |                     |                     |              |              |              |              |              |
| Local                   | Resultado    | Visitante              | Estadio                        | Fecha               | Hora                |              |              |              |              |              |
| América Coapa           | 3 - 2        | Inter Tehuacán         | Inst. Club América Coapa       | 30 de octubre       | 15:00               |              |              |              |              |              |
| CD Oro                  | 2 - 2        | Alto Rendimiento Tuzo  | Municipal de Ocotlán           | 31 de octubre       | 16:00               |              |              |              |              |              |
| Estudiantes Tecos "B"   | 1 - 2        | Lobos París Poza Rica  | Cancha 2 Jorge Campos UAG      | 31 de octubre       | 16:00               |              |              |              |              |              |
| Panteras de San Andrés  | 1 - 2        | Loritos U. de C.       | Quetzalcóatl                   | 31 de octubre       | 16:30               |              |              |              |              |              |
| Gallos Blancos          | 0 - 4        | Académicos             | U.D. Hermanos López Rayón      | 1 de noviembre      | 15:00               |              |              |              |              |              |
| Zona Noroeste           |              |                        |                                |                     |                     |              |              |              |              |              |
| Local                   | Resultado    | Visitante              | Estadio                        | Fecha               | Hora                |              |              |              |              |              |
| Millonarios de La Joya  | 0 - 2        | Durango "B"            | Unidad Deportiva La Talaverna  | 30 de octubre       | 17:00               |              |              |              |              |              |
| Orinegros Ciudad Madero | 1 - 1        | Correcaminos UAT "B"   | Unidad Deportiva Ciudad Madero | 30 de octubre       | 20:00               |              |              |              |              |              |
| Cachorros UANL          | 2 - 1        | Indios Cuauhtémoc      | Instalaciones de Zuazua        | 31 de octubre       | 10:00               |              |              |              |              |              |
| Deportivo Axtla         | 0 - 2        | CD Apodaca             | Municipal Garzas Blancas       | 31 de octubre       | 15:00               |              |              |              |              |              |
| DESCANSO                | DESCANSO     | DESCANSO               | UAZ                            | UAZ                 | UAZ                 |              |              |              |              |              |

| Jornada 14             | Jornada 14   | Jornada 14              | Jornada 14                       | Jornada 14             | Jornada 14             | Jornada 14   | Jornada 14   | Jornada 14   | Jornada 14   | Jornada 14   |
| Zona Sureste           | Zona Sureste | Zona Sureste            | Zona Sureste                     | Zona Sureste           | Zona Sureste           | Zona Sureste | Zona Sureste | Zona Sureste | Zona Sureste | Zona Sureste |
| Local                  | Resultado    | Visitante               | Estadio                          | Fecha                  | Hora                   |              |              |              |              |              |
| ---------------------- | ------------ | ----------------------- | -------------------------------- | ---------------------- | ---------------------- | ------------ | ------------ | ------------ | ------------ | ------------ |
| Lobos Prepa            | 1 - 2        | U.A. de Hidalgo         | Ciudad Universitaria Puebla      | 7 de noviembre         | 13:00                  |              |              |              |              |              |
| Tulancingo             | 4 - 0        | Cuautla                 | Primero de Mayo                  | 8 de noviembre         | 12:00                  |              |              |              |              |              |
| FICUMDEP Xalapa        | 3 - 1        | Alebrijes de Oaxaca     | Antonio M. Quirazco              | 8 de noviembre         | 15:00                  |              |              |              |              |              |
| Valle del Mezquital    | -            | Jaguares de Tabasco     | San Juan                         | Cancelado              | Cancelado              |              |              |              |              |              |
| DESCANSO               | DESCANSO     | DESCANSO                | Emperadores de Texcoco           | Emperadores de Texcoco | Emperadores de Texcoco |              |              |              |              |              |
| Zona Bajío             |              |                         |                                  |                        |                        |              |              |              |              |              |
| Local                  | Resultado    | Visitante               | Estadio                          | Fecha                  | Hora                   |              |              |              |              |              |
| Alto Rendimiento Tuzo  | 1 - 1        | Panteras de San Andrés  | Universidad del Fútbol           | 7 de noviembre         | 11:00                  |              |              |              |              |              |
| CD Oro                 | 1 - 2        | Estudiantes Tecos "B"   | Municipal de Ocotlán             | 7 de noviembre         | 16:00                  |              |              |              |              |              |
| Inter Tehuacán         | 2 - 0        | Lobos París Poza Rica   | Contel                           | 7 de noviembre         | 16:00                  |              |              |              |              |              |
| Académicos             | 1 - 1        | América Coapa           | Club Atlas Chapalita             | 8 de noviembre         | 12:00                  |              |              |              |              |              |
| Loritos U. de C.       | 8 - 0        | Gallos Blancos          | Universitario San Jorge          | 8 de noviembre         | 12:00                  |              |              |              |              |              |
| Zona Noroeste          |              |                         |                                  |                        |                        |              |              |              |              |              |
| Local                  | Resultado    | Visitante               | Estadio                          | Fecha                  | Hora                   |              |              |              |              |              |
| Millonarios de La Joya | 1 - 1        | Cachorros UANL          | Unidad Deportiva La Talaverna    | 6 de noviembre         | 15:00                  |              |              |              |              |              |
| Durango "B"            | 1 - 0        | Orinegros Ciudad Madero | Francisco Zarco                  | 6 de noviembre         | 16:00                  |              |              |              |              |              |
| Deportivo Axtla        | 0 - 1        | Correcaminos UAT "B"    | Municipal Garzas Blancas         | 7 de noviembre         | 15:00                  |              |              |              |              |              |
| UAZ                    | 1 - 2        | Indios Cuauhtémoc       | Campo Empastado Minera Fresnillo | 7 de noviembre         | 15:00                  |              |              |              |              |              |
| DESCANSO               | DESCANSO     | DESCANSO                | CD Apodaca                       | CD Apodaca             | CD Apodaca             |              |              |              |              |              |

| Jornada 15              | Jornada 15   | Jornada 15             | Jornada 15                       | Jornada 15           | Jornada 15           | Jornada 15   | Jornada 15   | Jornada 15   | Jornada 15   | Jornada 15   |
| Zona Sureste            | Zona Sureste | Zona Sureste           | Zona Sureste                     | Zona Sureste         | Zona Sureste         | Zona Sureste | Zona Sureste | Zona Sureste | Zona Sureste | Zona Sureste |
| Local                   | Resultado    | Visitante              | Estadio                          | Fecha                | Hora                 |              |              |              |              |              |
| ----------------------- | ------------ | ---------------------- | -------------------------------- | -------------------- | -------------------- | ------------ | ------------ | ------------ | ------------ | ------------ |
| U.A. de Hidalgo         | 4 - 0        | Jaguares de Tabasco    | Revolución Mexicana              | 11 de noviembre      | 12:00                |              |              |              |              |              |
| Alebrijes de Oaxaca     | 3 - 3        | Tulancingo             | Manuel Cabrera Carrasquedo       | 11 de noviembre      | 15:00                |              |              |              |              |              |
| Cuautla                 | 2 - 1        | Lobos Prepa            | Isidro Gil Tapia                 | 11 de noviembre      | 16:00                |              |              |              |              |              |
| Emperadores de Texcoco  | 2 - 3        | FICUMDEP Xalapa        | Municipal Papalotla              | 12 de noviembre      | 11:00                |              |              |              |              |              |
| DESCANSO                | DESCANSO     | DESCANSO               | Valle del Mezquital              | Valle del Mezquital  | Valle del Mezquital  |              |              |              |              |              |
| Zona Bajío              |              |                        |                                  |                      |                      |              |              |              |              |              |
| Local                   | Resultado    | Visitante              | Estadio                          | Fecha                | Hora                 |              |              |              |              |              |
| Estudiantes Tecos "B"   | 1 - 0        | Inter Tehuacán         | Cancha 2 Jorge Campos UAG        | 11 de noviembre      | 11:00                |              |              |              |              |              |
| Gallos Blancos          | 1 - 1        | Alto Rendimiento Tuzo  | U.D. Hermanos López Rayón        | 11 de noviembre      | 15:00                |              |              |              |              |              |
| Panteras de San Andrés  | 0 - 0        | CD Oro                 | Quetzalcóatl                     | 11 de noviembre      | 16:30                |              |              |              |              |              |
| Lobos París Poza Rica   | 3 - 1        | Académicos             | 18 de Marzo                      | 11 de noviembre      | 19:30                |              |              |              |              |              |
| América Coapa           | 2 - 0        | Loritos U. de C.       | Inst. Club América Coapa         | 12 de noviembre      | 15:00                |              |              |              |              |              |
| Zona Noroeste           |              |                        |                                  |                      |                      |              |              |              |              |              |
| Local                   | Resultado    | Visitante              | Estadio                          | Fecha                | Hora                 |              |              |              |              |              |
| Cachorros UANL          | 3 - 1        | UAZ                    | Instalaciones de Zuazua          | 11 de noviembre      | 10:00                |              |              |              |              |              |
| Deportivo Axtla         | 1 - 1        | Durango "B"            | Municipal Garzas Blancas         | 11 de noviembre      | 15:00                |              |              |              |              |              |
| Indios Cuauhtémoc       | 4 - 0        | CD Apodaca             | Olímpico Municipal de Cuauhtémoc | 11 de noviembre      | 19:00                |              |              |              |              |              |
| Orinegros Ciudad Madero | 4 - 0        | Millonarios de La Joya | Unidad Deportiva Ciudad Madero   | 11 de noviembre      | 20:00                |              |              |              |              |              |
| DESCANSO                | DESCANSO     | DESCANSO               | Correcaminos UAT "B"             | Correcaminos UAT "B" | Correcaminos UAT "B" |              |              |              |              |              |

| Jornada 16              | Jornada 16   | Jornada 16             | Jornada 16                     | Jornada 16      | Jornada 16      | Jornada 16   | Jornada 16   | Jornada 16   | Jornada 16   | Jornada 16   |
| Zona Sureste            | Zona Sureste | Zona Sureste           | Zona Sureste                   | Zona Sureste    | Zona Sureste    | Zona Sureste | Zona Sureste | Zona Sureste | Zona Sureste | Zona Sureste |
| Local                   | Resultado    | Visitante              | Estadio                        | Fecha           | Hora            |              |              |              |              |              |
| ----------------------- | ------------ | ---------------------- | ------------------------------ | --------------- | --------------- | ------------ | ------------ | ------------ | ------------ | ------------ |
| Lobos Prepa             | 3 - 2        | Alebrijes de Oaxaca    | Ciudad Universitaria Puebla    | 14 de noviembre | 13:00           |              |              |              |              |              |
| U.A. de Hidalgo         | 1 - 1        | Valle del Mezquital    | Revolución Mexicana            | 14 de noviembre | 15:00           |              |              |              |              |              |
| Tulancingo              | 6 - 0        | Emperadores de Texcoco | Primero de Mayo                | 15 de noviembre | 12:00           |              |              |              |              |              |
| Jaguares de Tabasco     | 1 - 2        | Cuautla                | Cefor Atlante Tabasco          | 15 de noviembre | 14:00           |              |              |              |              |              |
| DESCANSO                | DESCANSO     | DESCANSO               | FICUMDEP Xalapa                | FICUMDEP Xalapa | FICUMDEP Xalapa |              |              |              |              |              |
| Zona Bajío              |              |                        |                                |                 |                 |              |              |              |              |              |
| Local                   | Resultado    | Visitante              | Estadio                        | Fecha           | Hora            |              |              |              |              |              |
| Alto Rendimiento Tuzo   | 1 - 6        | América Coapa          | Universidad del Fútbol         | 14 de noviembre | 11:00           |              |              |              |              |              |
| CD Oro                  | 0 - 2        | Gallos Blancos         | Municipal de Ocotlán           | 14 de noviembre | 16:00           |              |              |              |              |              |
| Panteras de San Andrés  | 0 - 1        | Estudiantes Tecos "B"  | Quetzalcóatl                   | 14 de noviembre | 16:30           |              |              |              |              |              |
| Académicos              | 1 - 1        | Inter Tehuacán         | Club Atlas Chapalita           | 15 de noviembre | 12:00           |              |              |              |              |              |
| Loritos U. de C.        | 3 - 1        | Lobos París Poza Rica  | Universitario San Jorge        | 15 de noviembre | 12:00           |              |              |              |              |              |
| Zona Noroeste           |              |                        |                                |                 |                 |              |              |              |              |              |
| Local                   | Resultado    | Visitante              | Estadio                        | Fecha           | Hora            |              |              |              |              |              |
| Correcaminos UAT "B"    | 3 - 1        | Indios Cuauhtémoc      | Eugenio Alvizo Porras          | 14 de noviembre | 11:00           |              |              |              |              |              |
| Deportivo Axtla         | 5 - 1        | Millonarios de La Joya | Municipal Garzas Blancas       | 14 de noviembre | 15:00           |              |              |              |              |              |
| CD Apodaca              | 1 - 0        | UAZ                    | Unidad Deportiva Centro        | 14 de noviembre | 20:00           |              |              |              |              |              |
| Orinegros Ciudad Madero | 0 - 1        | Cachorros UANL         | Unidad Deportiva Ciudad Madero | 14 de noviembre | 20:00           |              |              |              |              |              |
| DESCANSO                | DESCANSO     | DESCANSO               | Durango "B"                    | Durango "B"     | Durango "B"     |              |              |              |              |              |

| Jornada 17             | Jornada 17   | Jornada 17              | Jornada 17                       | Jornada 17             | Jornada 17             | Jornada 17   | Jornada 17   | Jornada 17   | Jornada 17   | Jornada 17   |
| Zona Sureste           | Zona Sureste | Zona Sureste            | Zona Sureste                     | Zona Sureste           | Zona Sureste           | Zona Sureste | Zona Sureste | Zona Sureste | Zona Sureste | Zona Sureste |
| Local                  | Resultado    | Visitante               | Estadio                          | Fecha                  | Hora                   |              |              |              |              |              |
| ---------------------- | ------------ | ----------------------- | -------------------------------- | ---------------------- | ---------------------- | ------------ | ------------ | ------------ | ------------ | ------------ |
| Emperadores de Texcoco | 0 - 6        | Lobos Prepa             | Municipal Papalotla              | 21 de noviembre        | 11:00                  |              |              |              |              |              |
| Alebrijes de Oaxaca    | 6 - 1        | Jaguares de Tabasco     | Manuel Cabrera Carrasquedo       | 21 de noviembre        | 15:00                  |              |              |              |              |              |
| Cuautla                | 1 - 3        | U.A. de Hidalgo         | Isidro Gil Tapia                 | 21 de noviembre        | 16:00                  |              |              |              |              |              |
| FICUMDEP Xalapa        | 0 - 1        | Valle del Mezquital     | Antonio M. Quirazco              | 22 de noviembre        | 15:00                  |              |              |              |              |              |
| DESCANSO               | DESCANSO     | DESCANSO                | Tulancingo                       | Tulancingo             | Tulancingo             |              |              |              |              |              |
| Zona Bajío             |              |                         |                                  |                        |                        |              |              |              |              |              |
| Local                  | Resultado    | Visitante               | Estadio                          | Fecha                  | Hora                   |              |              |              |              |              |
| América Coapa          | 6 - 0        | CD Oro                  | Inst. Club América Coapa         | 20 de noviembre        | 15:00                  |              |              |              |              |              |
| Inter Tehuacán         | 0 - 1        | Loritos U. de C.        | Contel                           | 21 de noviembre        | 15:30                  |              |              |              |              |              |
| Lobos París Poza Rica  | 4 - 0        | Alto Rendimiento Tuzo   | 18 de Marzo                      | 21 de noviembre        | 19:30                  |              |              |              |              |              |
| Académicos             | 1 - 2        | Estudiantes Tecos "B"   | Club Atlas Chapalita             | 22 de noviembre        | 12:00                  |              |              |              |              |              |
| Gallos Blancos         | 2 - 1        | Panteras de San Andrés  | U.D. Hermanos López Rayón        | 22 de noviembre        | 15:00                  |              |              |              |              |              |
| Zona Noroeste          |              |                         |                                  |                        |                        |              |              |              |              |              |
| Local                  | Resultado    | Visitante               | Estadio                          | Fecha                  | Hora                   |              |              |              |              |              |
| Indios Cuauhtémoc      | 1 - 2        | Durango "B"             | Olímpico Municipal de Cuauhtémoc | 20 de noviembre        | 19:00                  |              |              |              |              |              |
| Deportivo Axtla        | 1 - 1        | Orinegros Ciudad Madero | Municipal Garzas Blancas         | 21 de noviembre        | 15:00                  |              |              |              |              |              |
| CD Apodaca             | 0 - 1        | Cachorros UANL          | Unidad Deportiva Centro          | 21 de noviembre        | 20:00                  |              |              |              |              |              |
| UAZ                    | 0 - 2        | Correcaminos UAT "B"    | Campo Empastado Minera Fresnillo | 22 de noviembre        | 15:00                  |              |              |              |              |              |
| DESCANSO               | DESCANSO     | DESCANSO                | Millonarios de La Joya           | Millonarios de La Joya | Millonarios de La Joya |              |              |              |              |              |

| Jornada 18             | Jornada 18   | Jornada 18             | Jornada 18                    | Jornada 18              | Jornada 18              | Jornada 18   | Jornada 18   | Jornada 18   | Jornada 18   | Jornada 18   |
| Zona Sureste           | Zona Sureste | Zona Sureste           | Zona Sureste                  | Zona Sureste            | Zona Sureste            | Zona Sureste | Zona Sureste | Zona Sureste | Zona Sureste | Zona Sureste |
| Local                  | Resultado    | Visitante              | Estadio                       | Fecha                   | Hora                    |              |              |              |              |              |
| ---------------------- | ------------ | ---------------------- | ----------------------------- | ----------------------- | ----------------------- | ------------ | ------------ | ------------ | ------------ | ------------ |
| U.A. de Hidalgo        | 4 - 2        | Alebrijes de Oaxaca    | Revolución Mexicana           | 27 de noviembre         | 12:00                   |              |              |              |              |              |
| Tulancingo             | 2 - 1        | FICUMDEP Xalapa        | Primero de Mayo               | 27 de noviembre         | 15:00                   |              |              |              |              |              |
| Jaguares de Tabasco    | 6 - 1        | Emperadores de Texcoco | Cefor Atlante Tabasco         | 28 de noviembre         | 15:30                   |              |              |              |              |              |
| Valle del Mezquital    | 2 - 2        | Cuautla                | San Juan                      | 28 de noviembre         | 16:00                   |              |              |              |              |              |
| DESCANSO               | DESCANSO     | DESCANSO               | Lobos Prepa                   | Lobos Prepa             | Lobos Prepa             |              |              |              |              |              |
| Zona Bajío             |              |                        |                               |                         |                         |              |              |              |              |              |
| Local                  | Resultado    | Visitante              | Estadio                       | Fecha                   | Hora                    |              |              |              |              |              |
| Loritos U. de C.       | 3 - 2        | Académicos             | Universitario San Jorge       | 27 de noviembre         | 15:00                   |              |              |              |              |              |
| Panteras de San Andrés | 0 - 3        | América Coapa          | Quetzalcóatl                  | 27 de noviembre         | 15:00                   |              |              |              |              |              |
| Alto Rendimiento Tuzo  | 0 - 1        | Inter Tehuacán         | Universidad del Fútbol        | 28 de noviembre         | 11:00                   |              |              |              |              |              |
| Estudiantes Tecos "B"  | 2 - 1        | Gallos Blancos         | Tres de Marzo                 | 28 de noviembre         | 15:00                   |              |              |              |              |              |
| CD Oro                 | 2 - 1        | Lobos París Poza Rica  | Municipal de Ocotlán          | 28 de noviembre         | 16:00                   |              |              |              |              |              |
| Zona Noroeste          |              |                        |                               |                         |                         |              |              |              |              |              |
| Local                  | Resultado    | Visitante              | Estadio                       | Fecha                   | Hora                    |              |              |              |              |              |
| Correcaminos UAT "B"   | 1 - 3        | CD Apodaca             | Marte R. Gómez                | 27 de noviembre         | 15:00                   |              |              |              |              |              |
| Cachorros UANL         | 4 - 0        | Deportivo Axtla        | Instalaciones de Zuazua       | 27 de noviembre         | 15:00                   |              |              |              |              |              |
| Durango "B"            | 2 - 0        | UAZ                    | Francisco Zarco               | 27 de noviembre         | 15:00                   |              |              |              |              |              |
| Millonarios de La Joya | 0 - 4        | Indios Cuauhtémoc      | Unidad Deportiva La Talaverna | 27 de noviembre         | 17:00                   |              |              |              |              |              |
| DESCANSO               | DESCANSO     | DESCANSO               | Orinegros Ciudad Madero       | Orinegros Ciudad Madero | Orinegros Ciudad Madero |              |              |              |              |              |

## Tabla de promedios
| Posición | Equipo                              | Puntos      | Juegos      | Cociente    |
| -------- | ----------------------------------- | ----------- | ----------- | ----------- |
| 1.       | Titanes de Tulancingo               | 39          | 15          | 2.6000      |
| 2.       | América Coapa                       | 44          | 18          | 2.4444      |
| 3.       | U.A. de Hidalgo                     | 38          | 16          | 2.3750      |
| 4.       | Loritos de la Universidad de Colima | 42          | 18          | 2.3333      |
| 5.       | Durango "B"                         | 35          | 16          | 2.1875      |
| 6.       | Lobos Prepa                         | 34          | 16          | 2.1250      |
| 7.       | Cachorros de la UANL                | 34          | 16          | 2.1250      |
| 8.       | Correcaminos UAT "B"                | 31          | 16          | 1.9375      |
| 9.       | Cuautla                             | 31          | 16          | 1.9375      |
| 10.      | Académicos                          | 33          | 18          | 1.8333      |
| 11.      | Indios Cuauhtémoc                   | 29          | 16          | 1.8125      |
| 12.      | Inter Tehuacán                      | 31          | 18          | 1.7222      |
| 13.      | Estudiantes Tecos "B"               | 31          | 18          | 1.7222      |
| 14.      | Orinegros de Ciudad Madero          | 25          | 16          | 1.5625      |
| 15.      | Valle del Mezquital                 | 22          | 15          | 1.4666      |
| 16.      | FICUMDEP Xalapa                     | 23          | 16          | 1.4375      |
| 17.      | Lobos París Poza Rica               | 25          | 18          | 1.3888      |
| 18.      | CD Apodaca                          | 21          | 16          | 1.3125      |
| 19.      | CD Oro                              | 21          | 18          | 1.1666      |
| 20.      | Panteras de San Andrés              | 19          | 18          | 1.0555      |
| 21.      | Gallos Blancos de Izcalli           | 18          | 18          | 1.0000      |
| 22.      | UAZ                                 | 15          | 16          | 0.9375      |
| 23.      | Alebrijes de Oaxaca                 | 15          | 16          | 0.9375      |
| 24.      | Deportivo Axtla                     | 15          | 16          | 0.9375      |
| 25.      | Millonarios de La Joya              | 11          | 16          | 0.6875      |
| 26.      | Alto Rendimiento Tuzo               | 6           | 18          | 0.3333      |
| 27.      | Emperadores de Texcoco              | 5           | 15          | 0.3333      |
| 28.      | Jaguares de Tabasco                 | 3           | 15          | 0.2000      |
| X.       | Deportivo Tehuantepec               | DESAFILIADO | DESAFILIADO | DESAFILIADO |

     Descienden a la Tercera División de México.

## Liguilla
|  | Cuartos de final                                    | Cuartos de final                                    | Cuartos de final                                    |       |                   | Semifinales                                  | Semifinales                                  | Semifinales                                  |  |  | Final                                          | Final                                          | Final                                          |
|  | 2 y 3 de diciembre (Ida) 5 y 6 de diciembre(Vuelta) | 2 y 3 de diciembre (Ida) 5 y 6 de diciembre(Vuelta) | 2 y 3 de diciembre (Ida) 5 y 6 de diciembre(Vuelta) |       |                   | 10 de diciembre(Ida) 13 de diciembre(Vuelta) | 10 de diciembre(Ida) 13 de diciembre(Vuelta) | 10 de diciembre(Ida) 13 de diciembre(Vuelta) |  |  | 17 de diciembre (Ida) 20 de diciembre (Vuelta) | 17 de diciembre (Ida) 20 de diciembre (Vuelta) | 17 de diciembre (Ida) 20 de diciembre (Vuelta) |
|  |                                                     |                                                     |                                                     |       |                   |                                              |                                              |                                              |  |  |                                                |                                                |                                                |
|  | Loritos U. de Colima                                | 2                                                   | 2                                                   |       |                   |                                              |                                              |                                              |  |  |                                                |                                                |                                                |
|  | Deportivo Durango                                   | 4                                                   | 1                                                   |       |                   |                                              |                                              |                                              |  |  |                                                |                                                |                                                |
|  | Deportivo Durango                                   | 4                                                   | 1                                                   |       | Deportivo Durango | 1                                            | 2                                            |                                              |  |  |                                                |                                                |                                                |
|  |                                                     |                                                     |                                                     |       | Deportivo Durango | 1                                            | 2                                            |                                              |  |  |                                                |                                                |                                                |
|  |                                                     | Lobos Prepa                                         | 1                                                   | 1     |                   |                                              |                                              |                                              |  |  |                                                |                                                |                                                |
|  | U.A. Hidalgo                                        | Lobos Prepa                                         | 1                                                   | 1     | 0                 | 0                                            |                                              |                                              |  |  |                                                |                                                |                                                |
|  | U.A. Hidalgo                                        |                                                     |                                                     |       | 0                 | 0                                            |                                              |                                              |  |  |                                                |                                                |                                                |
|  | Lobos Prepa                                         | 1                                                   | 0                                                   |       |                   |                                              |                                              |                                              |  |  |                                                |                                                |                                                |
|  |                                                     |                                                     |                                                     |       |                   |                                              |                                              |                                              |  |  | Deportivo Durango                              | 0                                              | 1                                              |
|  |                                                     |                                                     | Correcaminos UAT "B"                                | 0     | 2                 |                                              |                                              |                                              |  |  |                                                |                                                |                                                |
|  | América Coapa                                       | 1                                                   | 2                                                   |       |                   |                                              |                                              |                                              |  |  |                                                |                                                |                                                |
|  | Cachorros de la UANL                                | 1                                                   | 1                                                   |       |                   |                                              |                                              |                                              |  |  |                                                |                                                |                                                |
|  | Cachorros de la UANL                                | 1                                                   | 1                                                   |       | América Coapa     | 1                                            | 3 (3)                                        |                                              |  |  |                                                |                                                |                                                |
|  |                                                     |                                                     |                                                     |       | América Coapa     | 1                                            | 3 (3)                                        |                                              |  |  |                                                |                                                |                                                |
|  |                                                     | Correcaminos UAT "B"                                | 2                                                   | 2 (4) |                   |                                              |                                              |                                              |  |  |                                                |                                                |                                                |
|  | Tulancingo                                          | Correcaminos UAT "B"                                | 2                                                   | 2 (4) | 0                 | 0                                            |                                              |                                              |  |  |                                                |                                                |                                                |
|  | Tulancingo                                          |                                                     |                                                     |       | 0                 | 0                                            |                                              |                                              |  |  |                                                |                                                |                                                |
|  | Correcaminos UAT "B"                                | 2                                                   | 0                                                   |       |                   |                                              |                                              |                                              |  |  |                                                |                                                |                                                |

### Cuartos de final
| 3 de diciembre de 2009, 15:00 (UTC -6) | Deportivo Durango                       | 4:2 (1:0) | Loritos U. de Colima           | Estadio Francisco Zarco, Durango, Durango                        |                                                                  |
|                                        | E. Hidalgo 25', 46', 70' · E. Silva 71' | Reporte   | 67' J. Lozano · 73' J. Carillo | Asistencia: 150 espectadores Árbitro(s): Osvaldo Hernández Cobos | Asistencia: 150 espectadores Árbitro(s): Osvaldo Hernández Cobos |

| 6 de diciembre de 2009, 12:00 (UTC -6)             | Loritos U. de Colima             | 2:1 (Global 4:5) | Deportivo Durango | Estadio Universitario San Jorge, Colima, Colima                   |                                                                   |
|                                                    | A. Flores 39' · E. Rodríguez 47' | Reporte          | 22' J. Villaseñor | Asistencia: 400 espectadores Árbitro(s): Jesús Bisguerra Mendiola | Asistencia: 400 espectadores Árbitro(s): Jesús Bisguerra Mendiola |
| Deportivo Durango avanzó a Semifinales. Global 4-5 |                                  |                  |                   |                                                                   |                                                                   |

| 2 de diciembre de 2009, 12:00 (UTC -6) | Lobos Prepa      | 1:0 (1:0) | U.A. Hidalgo | Ciudad Universidad de Puebla, Puebla, Puebla                 |                                                              |
|                                        | J. Tehuitzil 15' | Reporte   |              | Asistencia: 100 espectadores Árbitro(s): Roberto Ríos Jácome | Asistencia: 100 espectadores Árbitro(s): Roberto Ríos Jácome |

| 5 de diciembre de 2009, 12:00 (UTC -6)       | U.A. Hidalgo | 0:0 (Global 0:1) | Lobos Prepa | Club Hidalguense, Pachuca, Hidalgo                             |                                                                |
|                                              |              | Reporte          |             | Asistencia: 50 espectadores Árbitro(s): Henry Ulises The Ávila | Asistencia: 50 espectadores Árbitro(s): Henry Ulises The Ávila |
| Lobos Prepa avanzó a Semifinales. Global 0-1 |              |                  |             |                                                                |                                                                |

| 3 de diciembre de 2009, 15:00 (UTC -6) | Cachorros de la UANL | 1:1 (1:0) | América Coapa    | Instalaciones de Zuazua, General Zuazua, Nuevo León                   |                                                                       |
|                                        | E. Tovar 36'         | Reporte   | 73' L. Olascoaga | Asistencia: 50 espectadores Árbitro(s): Dennis Celerino Zaleta Cortéz | Asistencia: 50 espectadores Árbitro(s): Dennis Celerino Zaleta Cortéz |

| 6 de diciembre de 2009, 11:00 (UTC -6)         | América Coapa       | 2:1 (0:0) (Global 3:2) | Cachorros de la UANL | Instalaciones Club América, Ciudad de México                              |                                                                           |
|                                                | R. Jiménez 55', 80' | Reporte                | 71' M. Asprilla      | Asistencia: 100 espectadores Árbitro(s): José de Jesús Rodríguez Calderón | Asistencia: 100 espectadores Árbitro(s): José de Jesús Rodríguez Calderón |
| América Coapa avanzó a Semifinales. Global 3-2 |                     |                        |                      |                                                                           |                                                                           |

| 3 de diciembre de 2009, 16:00 (UTC -6) | Correcaminos UAT "B"           | 2:0 (1:0) | Tulancingo | Estadio Marte R. Gómez, Ciudad Victoria, Tamaulipas          |                                                              |
|                                        | R. Ramírez 15' · I. Moreno 89' | Reporte   |            | Asistencia: 300 espectadores Árbitro(s): Hernán Ramírez Díaz | Asistencia: 300 espectadores Árbitro(s): Hernán Ramírez Díaz |

| 6 de diciembre de 2009, 12:00 (UTC -6)                | Tulancingo | 0:0 (Global 0:2) | Correcaminos UAT "B" | Estadio Primero de Mayo, Tulancingo, Hidalgo                           |                                                                        |
|                                                       |            | Reporte          |                      | Asistencia: 4 000 espectadores Árbitro(s): Jorge Alberto Díaz González | Asistencia: 4 000 espectadores Árbitro(s): Jorge Alberto Díaz González |
| Correcaminos UAT "B" avanzó a Semifinales. Global 0-2 |            |                  |                      |                                                                        |                                                                        |

### Semifinales
| 10 de diciembre de 2009, 13:00 (UTC -6) | Lobos Prepa        | 1:1 (0:0) | Deportivo Durango | Ciudad Universitaria de Puebla, Puebla, Puebla                      |                                                                     |
|                                         | M. Santa María 59' | Reporte   | 61' J. Reyes      | Asistencia: 50 espectadores Árbitro(s): Ilya Izaskun Flores Florian | Asistencia: 50 espectadores Árbitro(s): Ilya Izaskun Flores Florian |

| 13 de diciembre de 2009, 12:00 (UTC -6)         | Deportivo Durango               | 2:1 (1:1) (Global 3:2) | Lobos Prepa    | Estadio Francisco Zarco, Durango, Durango                           |                                                                     |
|                                                 | J. Hernández 32' · E. Silva 90' | Reporte                | 11' F. Carrada | Asistencia: 1 000 espectadores Árbitro(s): Jorge Luis Delgado Salas | Asistencia: 1 000 espectadores Árbitro(s): Jorge Luis Delgado Salas |
| Deportivo Durango avanzó a la Final. Global 3-2 |                                 |                        |                |                                                                     |                                                                     |

| 10 de diciembre de 2009, 16:00 (UTC -6) | Correcaminos UAT "B"            | 2:1 (0:0) | América Coapa | Estadio Marte R. Gómez, Ciudad Victoria, Tamaulipas                 |                                                                     |
|                                         | I. Moreno 48' · J. González 86' | Reporte   | 46' H. Espude | Asistencia: 2 000 espectadores Árbitro(s): Roberto Montañez de León | Asistencia: 2 000 espectadores Árbitro(s): Roberto Montañez de León |

| 13 de diciembre de 2009, 11:00 (UTC -6)                                      | América Coapa                                | 3:2 (2:2) (3:4 p.)(Global 4:4) | Correcaminos UAT "B"            | Instalaciones Club América, Ciudad de México                          |                                                                       |
|                                                                              | J. Barona 2' · H. Espude 14' · J. Ortega 52' | Reporte                        | 19' J. Reyes · 40' J. Arredondo | Asistencia: 100 espectadores Árbitro(s): Daniel Neftalí Bahena Sámano | Asistencia: 100 espectadores Árbitro(s): Daniel Neftalí Bahena Sámano |
| Correcaminos UAT "B" avanzó a la Final tras ganar 3-4 en penales. Global 4-4 |                                              |                                |                                 |                                                                       |                                                                       |

### Final
| 17 de diciembre de 2009, 16:00 (UTC -6) | Correcaminos UAT "B" | 0:0     | Deportivo Durango | Estadio Marte R. Gómez, Ciudad Victoria, Tamaulipas               |                                                                   |
|                                         |                      | Reporte |                   | Asistencia: 3 000 espectadores Árbitro(s): Humberto Sánchez Reyna | Asistencia: 3 000 espectadores Árbitro(s): Humberto Sánchez Reyna |

| 20 de diciembre de 2009, 15:00 (UTC -6)                           | Deportivo Durango | 1:2 (0:1, 0:1) (t. s.)(Global 1:2) | Correcaminos UAT "B"           | Estadio Francisco Zarco, Durango, Durango                              |                                                                        |
|                                                                   | E. Silva 71'      | Reporte                            | 8' R. Ramírez · 114' I. Moreno | Asistencia: 1 000 espectadores Árbitro(s): Saúl Fernando Orozco Nájera | Asistencia: 1 000 espectadores Árbitro(s): Saúl Fernando Orozco Nájera |
| Correcaminos UAT "B" campeón del Torneo Apertura 2009. Global 1-2 |                   |                                    |                                |                                                                        |                                                                        |

| Campeón Apertura 2009 |
| --------------------- |
|                       |
| Correcaminos UAT "B"  |
| 1° Título             |